# TinyURL
TinyURL是第一個專門提供縮略網址服務的網站，它提供一個短網址並轉向指定的長網址，台灣網友常以其發音稱為台泥縮網址。網站最初是由Kevin Gilbertson所開發，並於2002年1月开始提供服務。
也由於TinyURL網站的成功，帶動了類似功能網站的大量成立。
特色是可以部份縮網址，可以只縮短伺服器的資料夾網址，再將完成的短網址加上資料夾內的檔名就能連結到該網頁，是大部分縮網址網站所沒有的功能，相較於其他的短網址網站的好處，這是免費的，喜歡的話可以自己捐款。

## 會員方案
TinyUrl 在 2020 年推出了會員方案，共分為免費、個人、專業及商業等四種方案，免費方案維持無限量縮短網址及網址歷史清單，儘管可註冊各種方案，但 TinyUrl 還是維持免註冊即可使用的介面，未註冊的用戶只能瀏覽 5 條縮短網址紀錄。